# Begonija
Begonija (lat. Begonia), veliki biljni rod u porodici begonijevki koju čini s monotipskim rodom hilebrandija (Hillebrandia). Begonije su rod s preko 2100 vrsta jednogodišnjih biljaka, vazdazelenih i listopadnih trajnica, te polugrmova i grmova.

## Opis roda
Begonija, (rod Begonia), ima više od 2000 vrsta uglavnom prilično sukulentnih biljaka iz porodice Begoniaceae, mnoge sa šarenim cvjetovima ili lišćem koje se koriste kao lončanice u zatvorenom prostoru ili kao vrtne biljke. One su iz tropskih i suptropskih krajeva.
Rod je dobio ime po Michelu Bégonu (1638. – 1710.), guverneru Santo Dominga i pokrovitelju botanike.

## Fizički opis
Cvjetovi begonije obično imaju četverobojne čašice (latice i čašice zajedno) u dva para različitih veličina. Boje cvjetova su ružičaste, crvene, žute ili bijele, s tim da je jajnik ispod iste boje. Za pripadnike roda karakteristična su tri krila na jajnicima ženskih cvjetova. Obično nakrivljeni, naizmjenični listovi su različitog oblika i boje na različitim oblicima.
Većina begonija su nježne biljke, ne podnose suhe uvjete i zahtijevaju zaštitu od jakog sunca.

## Sorte
Više od 10 000 zabilježenih uzgojenih sorti begonija – uglavnom hibridnog podrijetla. Većina sorti je uključena u jednu od tri velike skupine: vlaknastog korijena, rizomatoznog ili gomoljastog korijena.
Begonije s vlaknastim korijenjem mogu se dalje podijeliti na voštane begonije (skupina Semperflorens-Cultorum), uključujući izdanke B. semperflorens koje se najčešće koriste kao ljetne biljke za cvjetnjake (gredice); takozvane vrste stabljike trske (begonije „s krilima anđela”), karakterizirane visokim stabljikama; i dlakave begonije, koje imaju lišće poput filca.
Rhizomatozne begonije uključuju begonije rex (skupina Rex-Cultorum), uključujući izdanke B. rexa i srodnih vrsta, cijenjene zbog svojih jarko obojenog lišća s šarama.
Begonije s gomoljastim korijenom uključuju skupinu Tuberhybrida, koje se uzgajaju na otvorenom zbog svojih velikih i šarenih cvjetova od ranog ljeta do prvog mraza, te begonije iz staklenika koje cvjetaju tijekom zime. Potonji se dalje dijele na skupinu Cheimantha, koja potječe od križanja između B. socotrana i B. dregei, i grupu Elatior, koja potječe od križanja između B. socotrana i gomoljastih andskih vrsta.
Skupina Tuberhybrida uključuje sljedeće vrste na temelju karakteristika cvijeta ili navike rasta: jednostruki (jednocvjetni); crispa, s naboranim tepalima; cristata, s krijestastim tepalima; narcisiflora (cvjetovi narcisa); kamelija (cvjetovi kamelije); naborana kamelija; pupoljak ruže, s uzdignutim središtem nalik na pupoljak ruže; fimbriata plena; pikoteja, kamelijasta forma s listićima koji pokazuju sjenovite boje; marginata, tepali obrubljeni bojom različitom od dominantne; marmorata, oblika kamelije, ružičaste boje i bijelom bojom; pendula, biljke za viseće košare; i multiflora, kompaktne grmolike biljke s mnogo malih cvjetova.